# أركوجنانو
أركوجنانو (بالإيطالية: Arcugnano)‏ هي مدينة في مقاطعة فشنزة بمنطقة فنيتة، شمال إيطاليا.